# Queen Mary 2
Queen Mary 2 (з англ. «Королева Марія 2») — круїзний лайнер, на момент побудови та спуску на воду у 2003 році був найбільшим пасажирським теплоходом у світі.

## Використання
Лайнер використовується для класичних трансатлантичних плавань і як круїзний теплохід. Зараз (2009) він п'ятий (після Oasis of the Seas, Allure of the Seas, Freedom of the Seas і Liberty of the Seas) в списку найбільших океанських лайнерів світу. Queen Mary 2 довший за знаменитий «Титанік» на 100 метрів. Він залишається третім за довжиною після Oasis of the Seas і Allure of the Seas лайнером, і значно поступається їм за шириною і водотоннажністю. Лайнер належить британському пароплавству Cunard Line.
Лайнер названий на честь лайнера «Квін Мері», який у свою чергу був названий так на честь королеви Марії Текської, дружини короля Великої Британії Георга V.

## Оснащення
- 1310 кают
- дві величезні каюти «Grand Duplex»: 209 м². Ціна від 25 000 до 82 000 євро за перетин Атлантики
- нормальні каюти 18–25 м², ціна від 1 380 євро за перетин Атлантики
- 5 басейнів
- Майданчик для вертольота
- Найбільша бібліотека на морі (8 000 книг)
- Декілька інтернет-кафе
- 12 камбузів
- 20 ресторанів
- Безкоштовні пральні на кожному поверсі
- Тенісний корт і майданчик для міні-гольфу
- перший і єдиний планетарій на морі (на 150 чоловік)
- «Royal Court Theatre», театр на 1 200 місць
- 2 кінотеатри
- Торговий центр
- Казино
- Найбільший бальний зал на морі

## Галерея

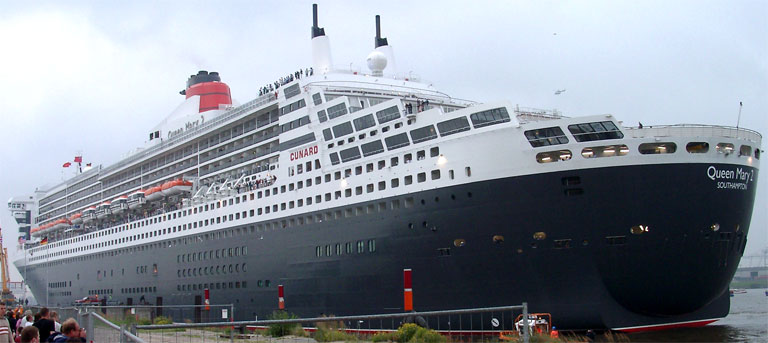
Теплохід Queen Mary 2 в порту Гамбурга
Порівняння розмірів теплохода Queen Mary 2 з Титаніком, літаком, автобусом, автомобілем і людиною